# Hardesty
Hardesty – miejscowość w Stanach Zjednoczonych, w stanie Oklahoma, w hrabstwie Texas.